# 黒の教室
『黒の教室』（くろのきょうしつ）は、2014年4月25日にBISHOPより発売されたアダルトゲーム。
萌えゲーアワード2014にて、金賞・エロス系作品賞BLACKを受賞した。
2015年にはPoROよりアダルトアニメ化された。

## あらすじ
主人公・上原大輔は、女子学生を奴隷にすることを好む変質者で、かつて自ら篭絡した有栖川冴香の手引きで、彼女が学園長をしている明蘭女学園へ教師としてやってきた。生徒・教職員全員が女性というこの学園にて、大輔は善良な教師のふりをして、女たちを隷属させようとたくらんだ。

## 登場人物
※声の出演はゲーム版のもの。アダルトアニメ版は声優非公表。
上原大輔 （うえはら だいすけ）
本作の主人公である体育教師。
野宮 菜々子（のみや ななこ）
声 - 赤司弓妃
かつて大輔が家庭教師をした女子生徒で、大輔を慕っている。
楠木 和葉（くすのき かずは）
声 - 花南
大輔のクラスに所属する女子生徒。大手製薬会社の社長を父に持ち、自らの境遇に満足しながらも、他者の幸せを望む気持ちが強く、一日一善をモットーに行動している。乳首に性的な刺激を与えられると母乳が出る体質であり、自らの胸が大きいことに悩んでいる。
鳴川 まひる（なるかわ まひる）
声 - 宮森ゆう
新体操部の部員で、特待生として明蘭女学園に入学した経緯を持つ。大輔を体育教師として信頼しており、新体操部の顧問にならないかと持ち掛けてくる。
小南 結芽（こみなみ ゆめ）
声 - 桃也みなみ
いつも本を読んでいる女子生徒。幼少時に両親に捨てられた結果、精神の発育が遅れ、他者だけでなく自身に対する関心が乏しくなり、読書と勉強にしか関心がない。そのため、勉強はよくできるものの、かなりの運動音痴であり、所属しているバドミントン部にはほとんど顔を出さない。
アダルトアニメ版には登場しない。
有栖川 冴香（ありすがわ さえか）
声 - 中野志乃
明蘭女学園の学園長。

## 反響

### 売り上げ
本作は発売月（2014年4月）の売り上げにおいて、アダルトゲーム月刊誌『BugBug』の集計では7位を記録した。

### 批評
『BugBug』2014年7月号に本作のレビューが掲載されている。レビュアーのミル・マスカクは、本作におけるヒロインたちとのエッチシーンは調教の過程を丁寧に描き出しており、それゆえ臨場感と性的な訴求力にあふれていると評価している。70を超える数のエッチシーンはスクール水着やブルマー、部活のユニフォームやバニーガールなどバリエーションも豊富で、前戯も充実していると述べている。本作は陵辱調教ものだが、やり捨てや寝取られ、他人に輪姦させるなどの展開は排除されているため、そうした方面に抵抗のあるユーザーでもプレイできるだろうと書いている。

## アダルトアニメ版
- 黒の教室 生意気レオタード・まひる〜勝気な尻穴に穿つ無碍の剛棒♥[5]
  - 2015年5月29日発売
- 黒の教室 潮ミルクJK搾り〜馴染み蔑む授業散姦♥[6]
  - 2016年7月29日発売
- 黒の教室 Glamorous Edition 〜卑辱散妊JK's・ハメ頃堕とし頃♥〜[7]
  - 2017年11月10日発売
  - 上記DVD2作品を同時収録した廉価版。